# سيدني إيرل سميث
سيدني إيرل سميث هو دبلوماسي وسياسي كندي، ولد في 9 مارس 1897 في كندا، وتوفي في 17 مارس 1959 في نفس البلد. حزبياً، نشط في الحزب الكندي التقدمي المحافظ. وقد انتخب عضو مجلس العموم الكندي عن دائرة Hastings—Frontenac ‏ (1957 – 1959).

## روابط خارجية
- سيدني إيرل سميث على موقع مونزينجر (الألمانية)